# セーラム県 (インド)
セーラム県（சேலம் மாவட்டம் ; Salem district）は、インド南部のタミル・ナードゥ州に属する30の県の一つ。県庁所在地はセーラム。

## 概要
2001年の国勢調査では、面積5245平方キロメートル、人口301万6346人、人口密度は575人/km2。
北はダルマプリ県、東はヴィリュップラム県、南東はペランバルール県、南はティルッチラーッパッリ県とナーマッカル県、西はイーロードゥ県に接する。また北西部は僅かにカルナータカ州に接している。
県内は総じて山がちの地形であるが、県庁所在地のセーラムは、タミル・ナードゥ州内6番目の規模の都市である。
県下には他にメーットゥール、オーマルール、アーットゥールなどの都市がある。
また、イェールカードゥなどは山地の自然が美しく、多くの観光客が訪れる。

## 歴史
1968年のタミル・ナードゥ州発足以前の、イギリス領インド帝国マドラス管区時代から存在する。1997年1月1日に、南部がナーマッカル県として分離した。

## 行政区分

### 郡
セーラム県は、以下の9つの郡（タミル語 வட்டம் 「円」 ; 英訳 taluk）に区分けされている。
- ガンガヴァッリ郡（கங்கவள்ளி ; Gangavalli）
- アーットゥール郡（ஆத்தூர் ; Attur）
- ヴァーリャッパーディ郡（வாழப்பாடி ; Valapady）
- イェールカードゥ郡（ஏற்காடு ; Yercaud）
- セーラム郡（சேலம் ; Salem）
- オーマルール郡（ஓமலூர் ; Omalur）
- メーットゥール郡（மேட்டூர் ; Mettur）
- イダッパーディ郡（இடப்பாடி ; Edapady）
- サンガギリ郡（சங்ககிரி ; Sangagiri）

### 区
セーラム県は、以下の20の区（英訳 block）に区分けされている。
- タライヴァーサル区（தலைவாசல் ; Thalaivasal）
- ペッタナーヤッカンパーライヤム区（பெத்தநாயக்கன்பாளையம் ; Peddanaickenpalayam）
- アーットゥール区（ஆத்தூர் ; Attur）
- ガンガヴァッリ区（கங்கவள்ளி ; Gangavalli）
- ヴァーリャッパーディ区（வாழப்பாடி ; Valapady）
- イェールカードゥ区（ஏற்காடு ; Yercaud）
- アヨーディヤーッパッティナム区（அயோத்தியாப்பட்டிணம் ; Ayothiapattinam）？
- パナマラットゥッパッティ区（பணமரத்துப்பட்டி ; Panamarathupatty）？
- カダイヤンパッティ区（கடையம்பட்டி ; Kadayampatti）？
- オーマルール区（ஓமலூர் ; Omalur）
- セーラム区（சேலம் ; Salem）
- ヴィーラパーンディ区（வீரபாண்டி ; Veerapandy）？
- メーッチェーリ区（மேச்சேரி ; Mecheri）
- ターラーマンガラム区（தாராமங்கலம் ; Tharamangalam）
- マクドナルド・チョウトリー区（McDonald-Choultry）
- コンガナープラム区（கொங்கணாபுரம் ; Konganapuram）
- コラットゥール区（கொளத்தூர் ; Kolathur）
- ナンガヴァッリ区（நங்கவள்ளி ; Nangavalli）
- イダッパーディ区（இடப்பாடி ; Edapady）
- サンガギリ区（சங்ககிரி ; Sangagiri）